# Fear of a Bot Planet
Fear of a Bot Planet (с англ. — «Страх планеты роботов») — пятый эпизод первого сезона мультсериала «Футурама». Североамериканская премьера эпизода состоялась 20 апреля 1999 года.

## Содержание
Фрай, Лила, Фансворт, Бендер и Зойдберг посещают матч по игре в блернсбол — заметно усложнённый вариант бейсбола. В это время на работе их ждёт новое задание — доставить груз на планету «Чапек 9» (отсылка к братьям Чапекам, придумавшим термин «робот») — место, заселённое роботами, которые ненавидят и убивают людей.
Доставить посылку поручается Бендеру, но на поверхности он попадает в плен. Отправившись на выручку, Фрай и Лила скрываются в кинотеатре, где смотрят фильм «Оно пришло с планеты Земля». После сеанса они обнаруживают, что Бендер здесь неплохо устроился, выдавая себя за известного уничтожителя людей. Теперь охота на людей начнётся с новой силой — хотя за последние 146 000 дней не было поймано ни одного человека.
После поимки Фрая и Лилы, их приговаривают к тяжёлым работам — таким же, какие роботы выполняют на Земле. Затем приговорённые попадают к роботам-старейшинам, которые на самом деле сами принимают все решения. Они рассказывают Лиле и Фраю, что пропаганда уничтожения людей, нужна для отвлечения основной массы роботов от обычных проблем, таких как бюрократия и коррупция. Получив приказ убить людей, Бендер не может его выполнить. Герои убегают и, спасаясь от преследования, бросают посылку. В посылке оказываются гайки, которых как раз не хватало роботам.